# Niévroz
Niévroz est une commune française, située dans le département de l'Ain en région Auvergne-Rhône-Alpes. Bordée par le Rhône et ses disjonctions (le canal de Miribel débute à Niévroz, au barrage de Jons), elle se trouve à proximité immédiate du Grand Parc de Miribel-Jonage, dont une petite partie se trouve sur le territoire communal. Niévroz dépend de l'arrondissement de Bourg-en-Bresse, appartient au canton de Miribel. Elle fait également partie de l'aire urbaine de Lyon.
Les habitants de Niévroz s'appellent les Nièvrants ; certaines sources évoquent toutefois le gentilé de Niévrands.

## Géographie

### Localisation
La commune est située à 25 km au nord-est de Lyon et est limitée au sud par le Rhône.

### Communes limitrophes
| La Boisse                 | Montluel | Dagneux     |
| Thil                      | Niévroz  | Balan       |
| Jonage(Métropole de Lyon) |          | Jons(Rhône) |

### Relief et géologie
L'altitude du territoire de la commune, située dans la plaine du Rhône, est quasiment uniforme, autour de 185 m ; à l'instar de Thil, sa proximité avec le fleuve, installe le village sur les alluvions fluvio-glaciaires.

### Hydrographie

#### Cours d'eau

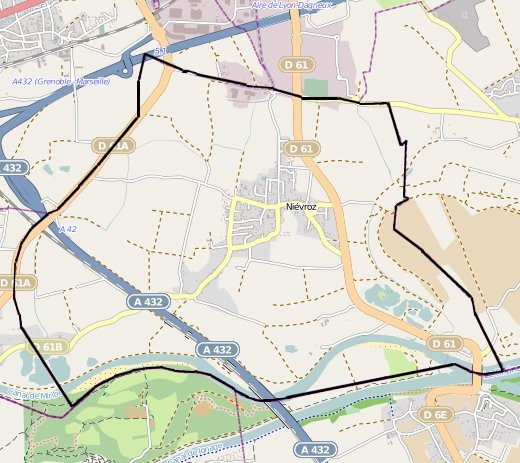
Carte du territoire communal mettant en évidence le passage du Rhône puis du canal de Miribel, au sud.

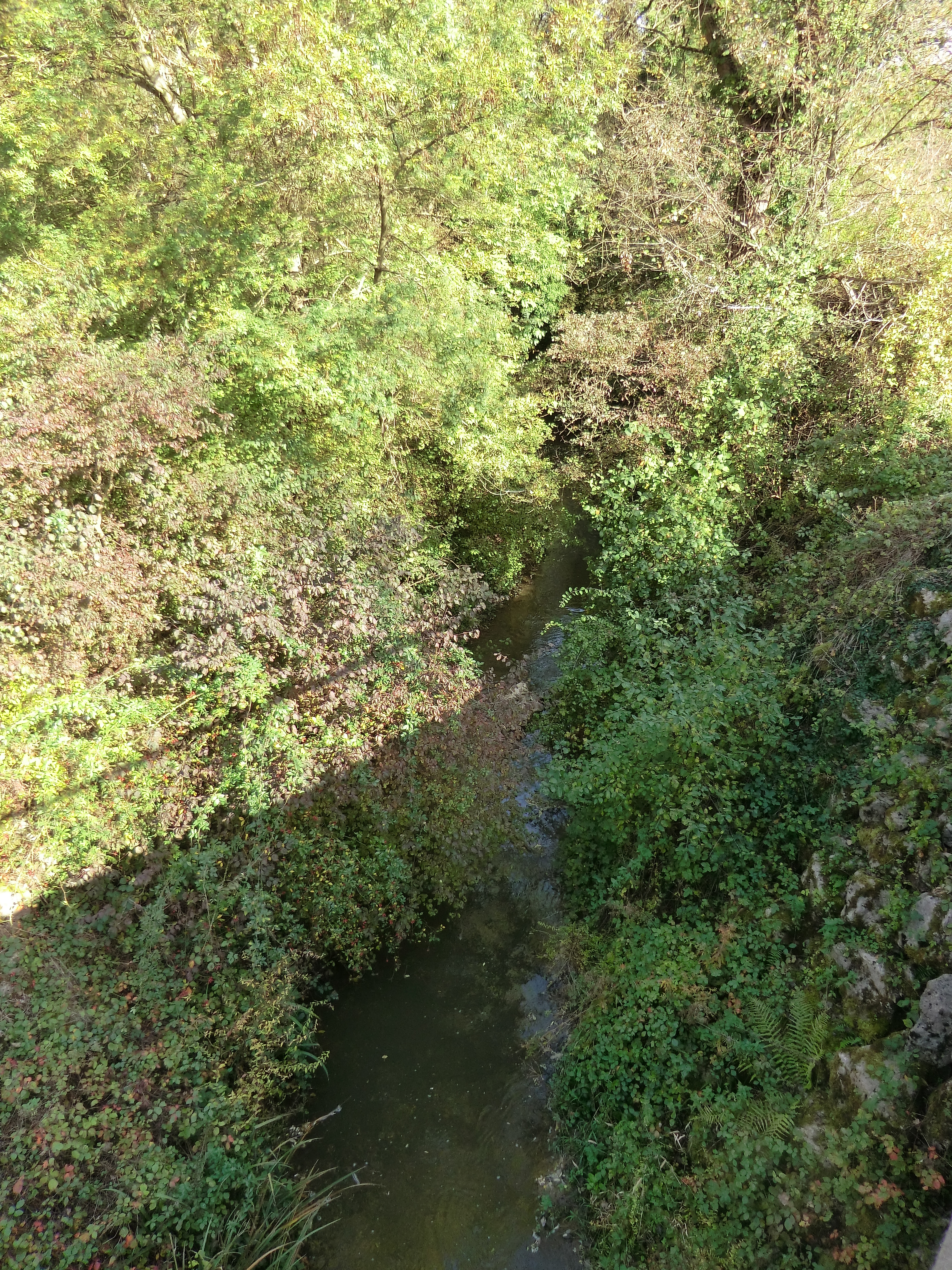
Le Cottey à Niévroz.

Le Rhône coule sur le territoire de la commune et se scinde même en deux sur les deux territoires de Niévroz et de Jons au niveau du barrage de Jons. Le ruisseau du Cottey coule sur le territoire de la commune et se jette dans le canal de Miribel à Niévroz au niveau du lieu-dit « la Baraque à Chaux » (un ancien lieu de dépôt de chaux, par les péniches). On peut également citer la Luénaz, ancien affluent de la Sereine : en 1991, son cours a été canalisé et enterré. Le souvenir de ce cours d'eau persiste avec le Football Club Luenaz, club de football commun à Niévroz, Thil et La Boisse.
Dans le cadre du plan d'aménagement de l'Anneau Bleu, est envisagé la création d'une navette fluviale sur le canal de Miribel ; celle-ci rallierait Niévroz. Ce projet a d'ailleurs fait l'objet en 2011, d'un premier test d'exploitation d'une navette durant trois mois pour un transport total de plus de 12 000 passagers.

#### Plans d'eau

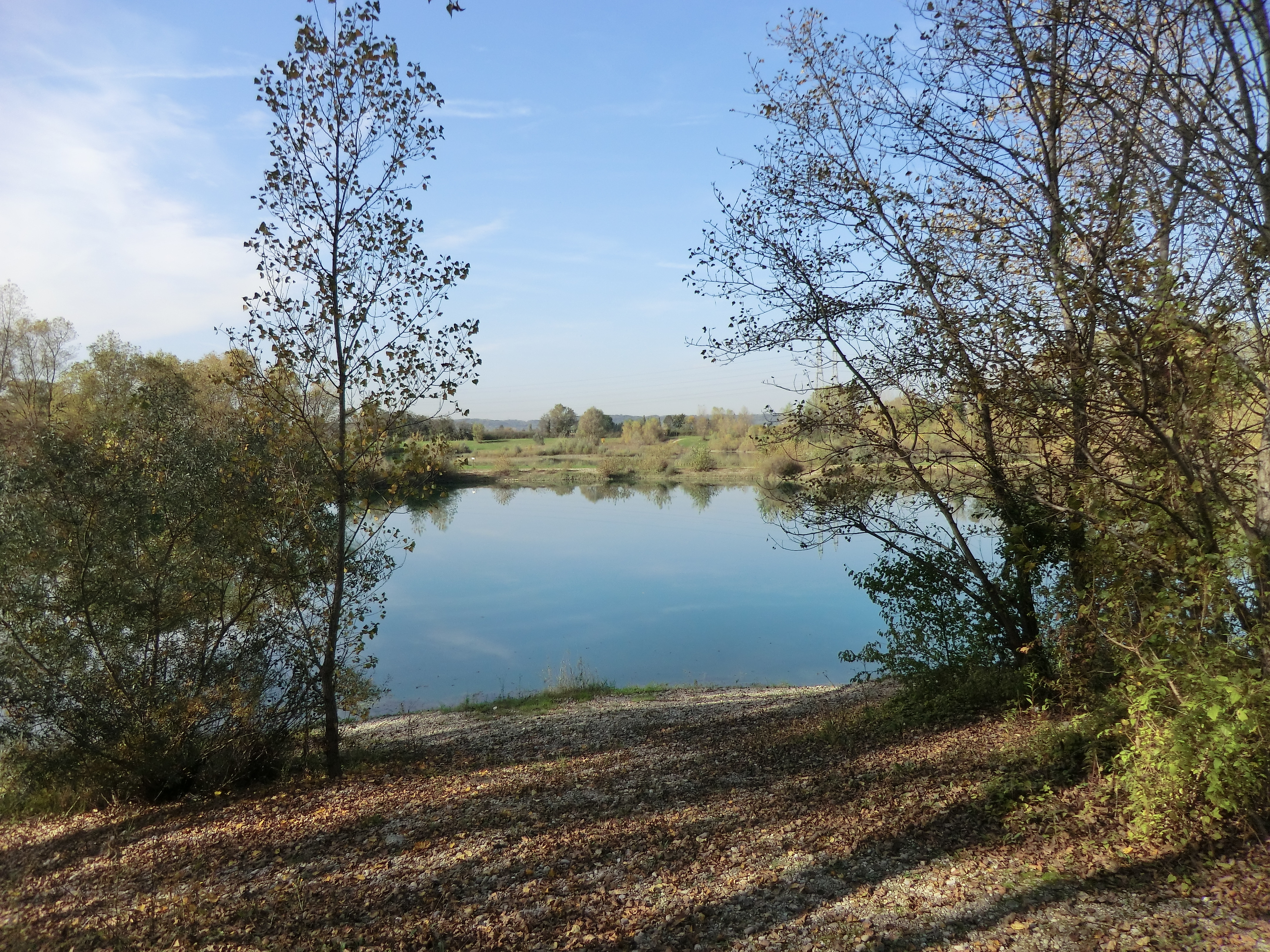
Vue du lac des Pyes.

Niévroz compte également six plans d'eau dont quatre sont situés dans d'anciennes carrières (artificielles) et deux sont naturels :
- le lac des Brotteaux situé aux Tuillières (hameau Niévroz limitrophe de Thil). C'est un lac artificiel ;
- le lac dit « des Communaux » (lac artificiel) ;
- le lac de pêche des Pyes (route du pont de Jons) est un ensemble de petits étangs artificiels. Il est envisagé de créer une zone naturelle autour de ce lac[3] ;
- l'ancien lac dit des Tuillières, le long de la ligne grande vitesse Combs-la-Ville à Saint-Louis qui traverse la commune. Ce lac a été remblayé dans les années 1990 ;
- le plan d'eau de La Grande Losne (au bois de Bianne) est un plan d'eau initialement naturel. Toutefois, il a été agrandi en 1976 ;
- la Reculée qui constitue un ancien bras du Rhône.

### Climat
Pour des articles plus généraux, voir Climat d'Auvergne-Rhône-Alpes et Climat de l'Ain.
En 2010, le climat de la commune est de type climat océanique altéré, selon une étude du CNRS s'appuyant sur une série de données couvrant la période 1971-2000. En 2020, Météo-France publie une typologie des climats de la France métropolitaine dans laquelle la commune est dans une zone de transition entre le climat semi-continental et le climat de montagne et est dans la région climatique Bourgogne, vallée de la Saône, caractérisée par un bon ensoleillement (1 900 h/an), un été chaud (18,5 °C), un air sec au printemps et en été et des vents faibles.
Pour la période 1971-2000, la température annuelle moyenne est de 12 °C, avec une amplitude thermique annuelle de 18,2 °C. Le cumul annuel moyen de précipitations est de 925 mm, avec 9,9 jours de précipitations en janvier et 7 jours en juillet. Pour la période 1991-2020, la température moyenne annuelle observée sur la station météorologique de Météo-France la plus proche, « Lyon-Saint-Exupery », sur la commune de Colombier-Saugnieu à 13 km à vol d'oiseau, est de 12,8 °C et le cumul annuel moyen de précipitations est de 862,5 mm,. Pour l'avenir, les paramètres climatiques de la commune estimés pour 2050 selon différents scénarios d'émission de gaz à effet de serre sont consultables sur un site dédié publié par Météo-France en novembre 2022.

### Voies de communication et transports

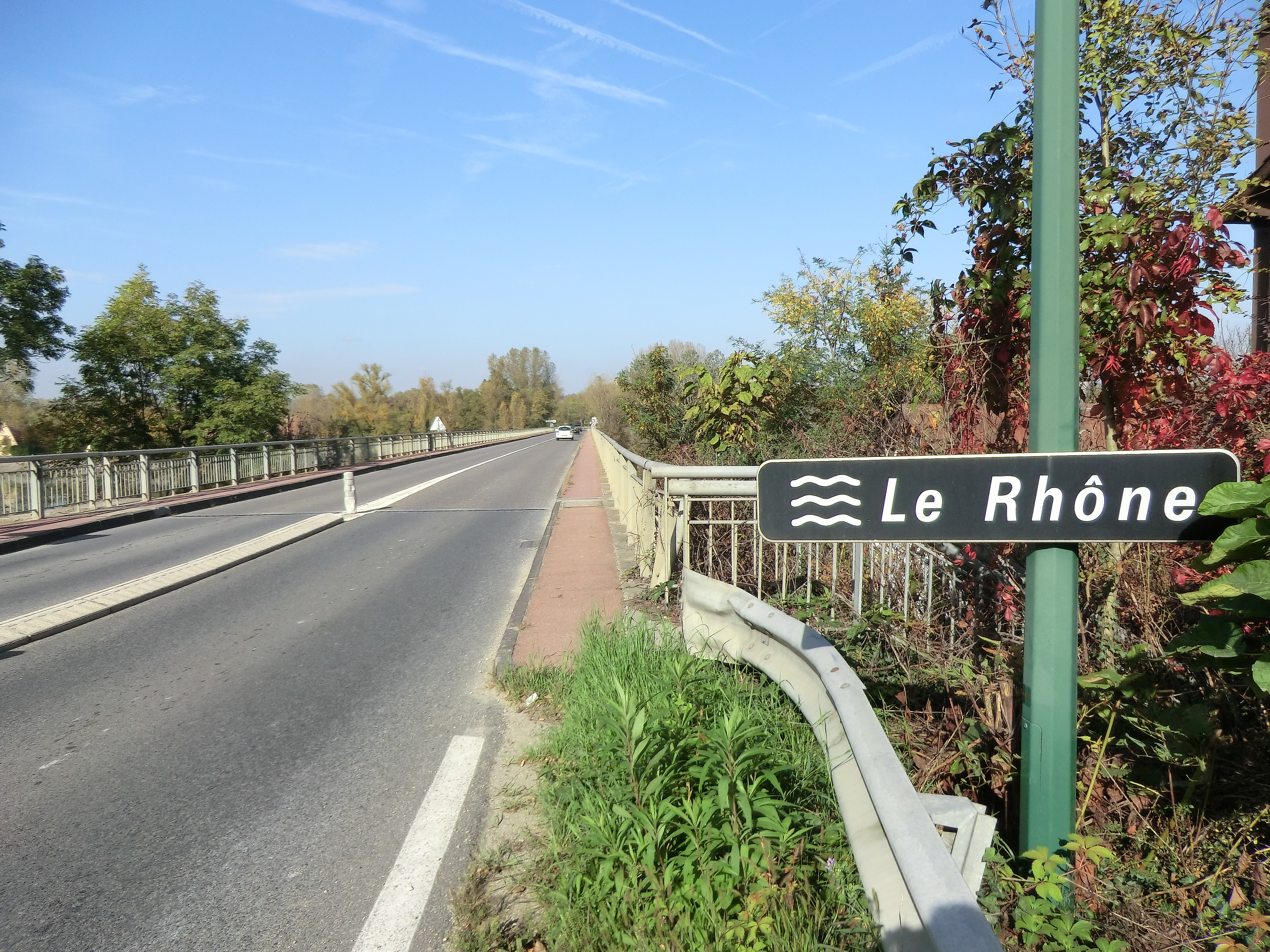
Vue de la RD 61 au pont de Jons, photographiée depuis la rive Sud du Rhône, à Jons.

Niévroz est traversée par deux grands axes :
- l'A432 qui franchit les canaux de Miribel et de Jonage grâce au viaduc de Miribel-Jonage de Niévroz à Jons ;
- la ligne de Combs-la-Ville à Saint-Louis (LGV)  qui franchit les canaux de Miribel et de Jonage grâce à au  viaduc de Miribel de Niévroz à Jons.

En termes de dessertes, le village est traversé par plusieurs routes départementales, en particulier la RD 61 qui traverse le Rhône, entre Niévroz et Jons, sur le pont de Jons.
À noter que Niévroz est directement concernée par le projet de contournement ferroviaire de l'agglomération lyonnaise (CFAL) dont le tracé devrait concerner treize autres communes de la Côtière. En effet, le tracé envisagé passe par le territoire de la commune. Ce projet rencontre une opposition manifeste de la population et des élus locaux,.

## Urbanisme

### Typologie
Au 1er janvier 2024, Niévroz est catégorisée bourg rural, selon la nouvelle grille communale de densité à 7 niveaux définie par l'Insee en 2022.
Elle est située hors unité urbaine. Par ailleurs la commune fait partie de l'aire d'attraction de Lyon, dont elle est une commune de la couronne,. Cette aire, qui regroupe 397 communes, est catégorisée dans les aires de 700 000 habitants ou plus (hors Paris),.

### Occupation des sols
L'occupation des sols de la commune, telle qu'elle ressort de la base de données européenne d’occupation biophysique des sols Corine Land Cover (CLC), est marquée par l'importance des territoires agricoles (66,3 % en 2018), une proportion sensiblement équivalente à celle de 1990 (65,6 %). La répartition détaillée en 2018 est la suivante : 
terres arables (58,5 %), forêts (10,2 %), zones urbanisées (9,8 %), zones agricoles hétérogènes (5,7 %), zones industrielles ou commerciales et réseaux de communication (5,1 %), mines, décharges et chantiers (5,1 %), eaux continentales (3,5 %), prairies (2,2 %).
L'évolution de l’occupation des sols de la commune et de ses infrastructures peut être observée sur les différentes représentations cartographiques du territoire : la carte de Cassini (XVIIIe siècle), la carte d'état-major (1820-1866) et les cartes ou photos aériennes de l'IGN pour la période actuelle (1950 à aujourd'hui).

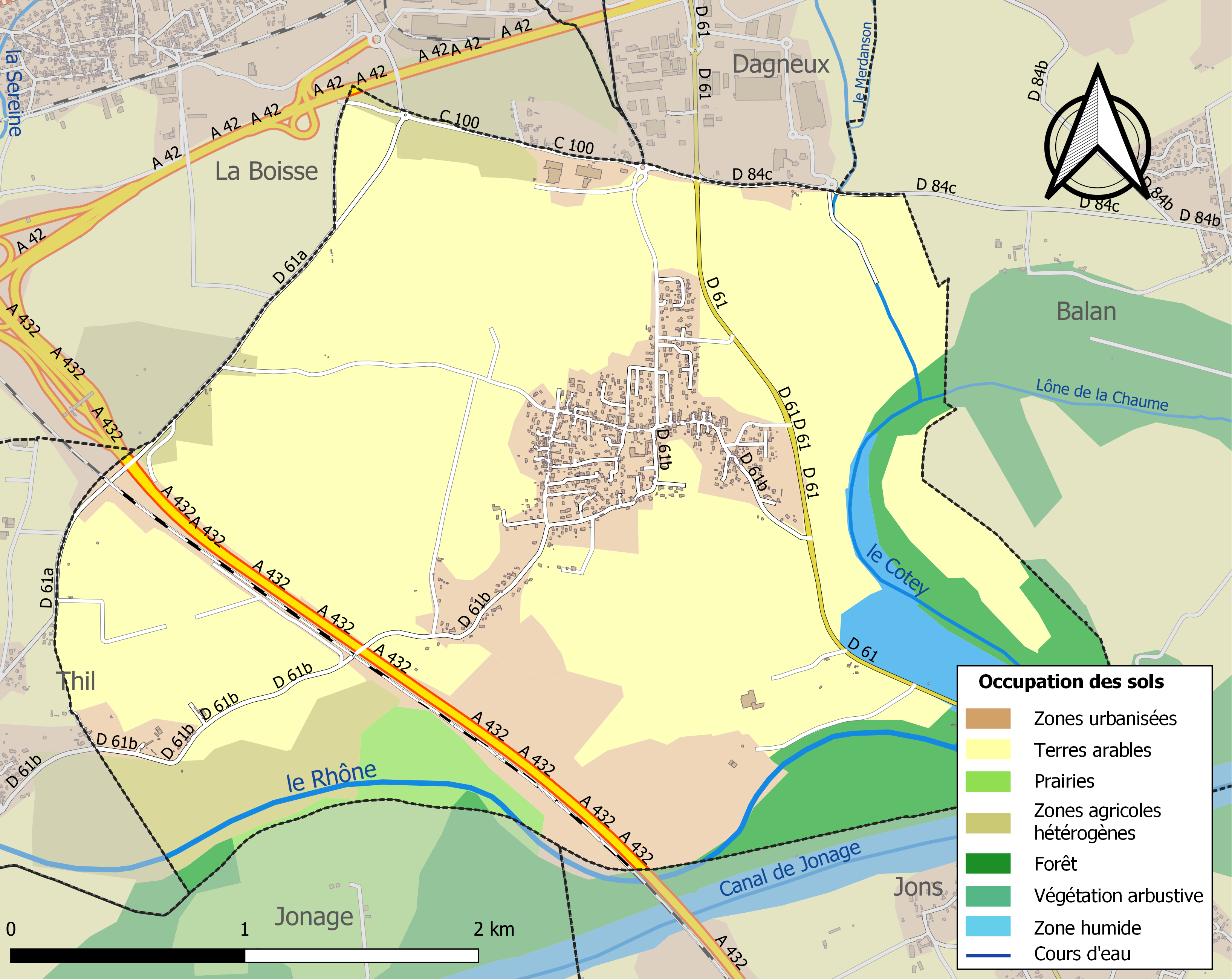
Carte des infrastructures et de l'occupation des sols de la commune en 2018 (CLC).

### Morphologie urbaine
| \| 1 km Bourg de Niévroz Les Tuillières Hameau du Pont de Jons \| Le bourg et les hameaux de Niévroz. |
| 1 km Bourg de Niévroz Les Tuillières Hameau du Pont de Jons                                           |

En plus du bourg, on peut citer deux hameaux de la commune : Les Tuillières (il existait une fabrique de tuiles à cet emplacement) et le hameau du Pont de Jons (qui s'est formé à la suite de la construction du barrage de Jons).

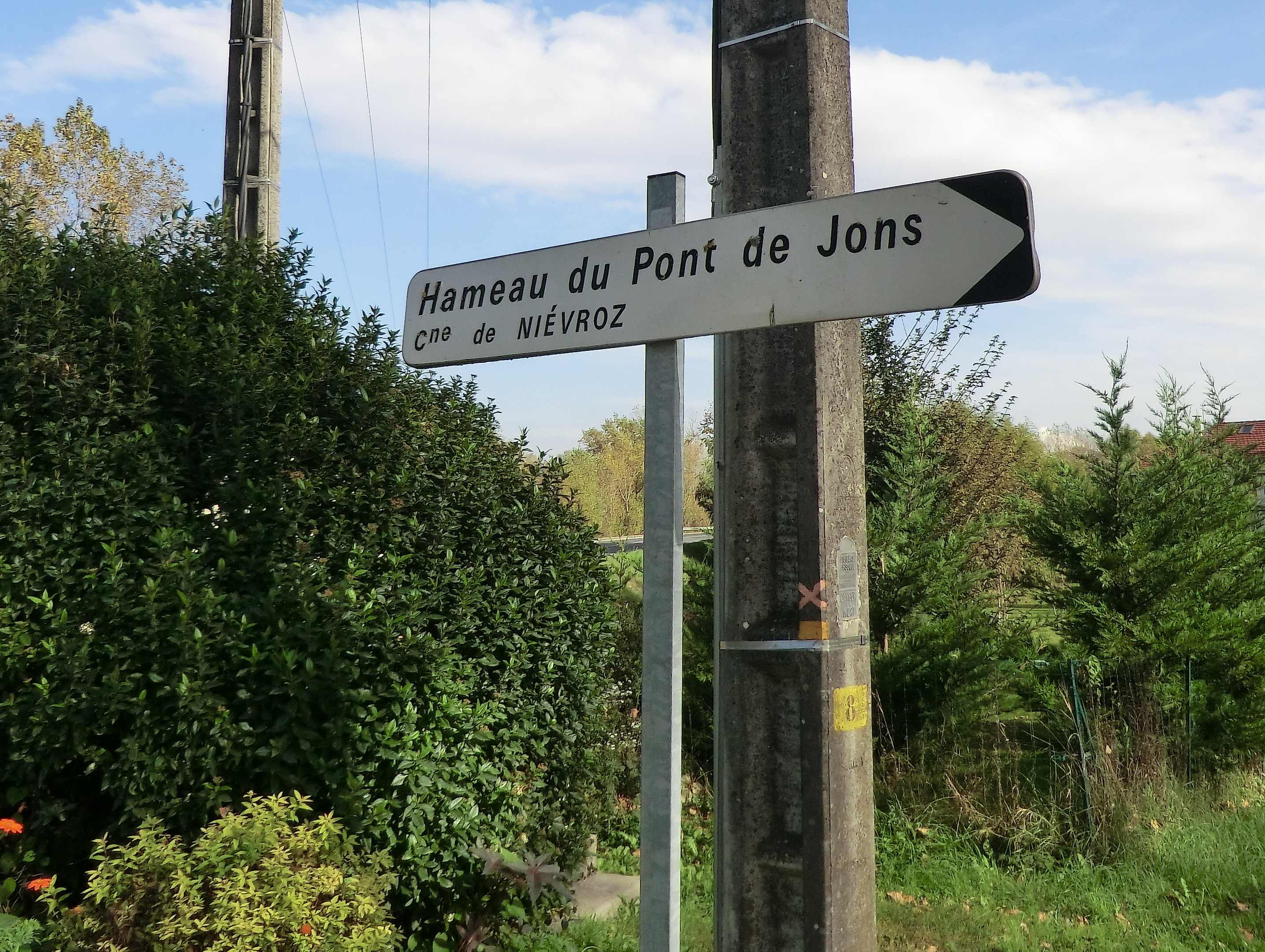
Panneau indicateur du hameau du Pont de Jons.
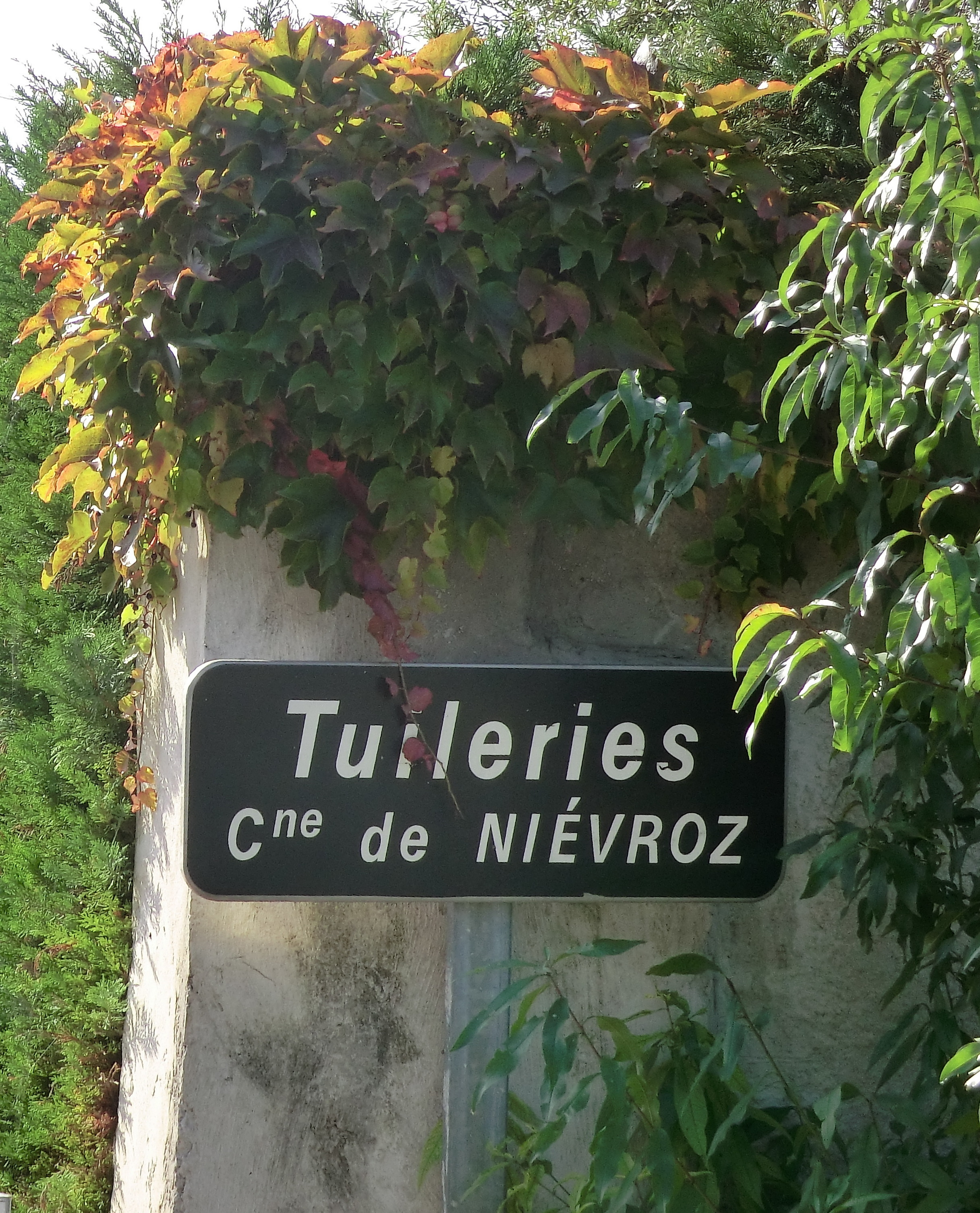
Panneau d'entrée dans les Tuillières (sens Niévroz vers Thil).

### Logement
En 2009, le nombre total de logements dans la commune était de 491.
Parmi ces logements, 96,1 % étaient des résidences principales, 1,5 % des résidences secondaires et 2,5 % des logements vacants. Ces logements étaient pour 96,9 % d'entre eux des maisons individuelles et pour 3,1 % des appartements.
La proportion des résidences principales, propriétés de leurs occupants était de 92,5 % (comme en 1999).

## Toponymie

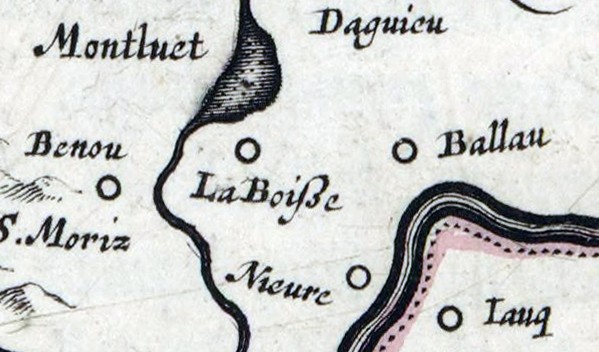
Extrait d'une carte de la Bresse du XVIIe siècle, évoquant le toponyme Nieure (pour Niévroz).

L'évolution du toponyme est partiellement connue : Nevro en 1247 puis Nievro en 1405, Nyevroz en 1147, Nièvre en 1671 puis Niévroz depuis.
Par contre, le sens étymologique semble plus flou : en particulier en Bresse, le mot Nièvre désignerait une prairie en bord de cours d'eau ; s'opposent également les hypothèses celtique (issu de Neverus ou Norus relatifs à un culte païen d'une déesse des eaux) et gauloise (radical -Neboro relatif à l'eau courante).

## Histoire

### Préhistoire et antiquité
En 1984, fut découvert dans une tranchée au lieu-dit les Cancottes, un foyer incluant quelques céramiques. La datation par le carbone 14 a permis d'associer cette découverte à l'Âge du fer.

### Du Moyen Âge à la Révolution française
Dès le XIIe siècle, Niévroz et Balan forment une obédience dépendant de l'autorité religieuse lyonnaise. En 1187, cette obédience est sous la responsabilité du chanoine Bornon. Le territoire lui-même, dépend de la seigneurie de Montluel ; ainsi en 1317, Jean de Montluel possède les terres de Niévroz.
Le territoire accueillit également une petite seigneurie (et sa maison forte) : le plus ancien seigneur de La Cras semble être Jean de La Cras (dans les années 1285). Il semble avéré que cette seigneurie locale était inféodée au pouvoir des seigneurs de Montluel, au moins depuis le 28 septembre 1331, ceci par Guy, seigneur de Montluel.
Par la suite, la seigneurie de La Cras passa en la possession de plusieurs familles : les Testus, la famille de Lyobard (mai 1485), puis à famille de Gabriel de Briord, seigneur de la Serra en Bugey. Enfin en 1740, La Cras appartient à la famille de Montherot.

### DuXIXeauXXesiècle

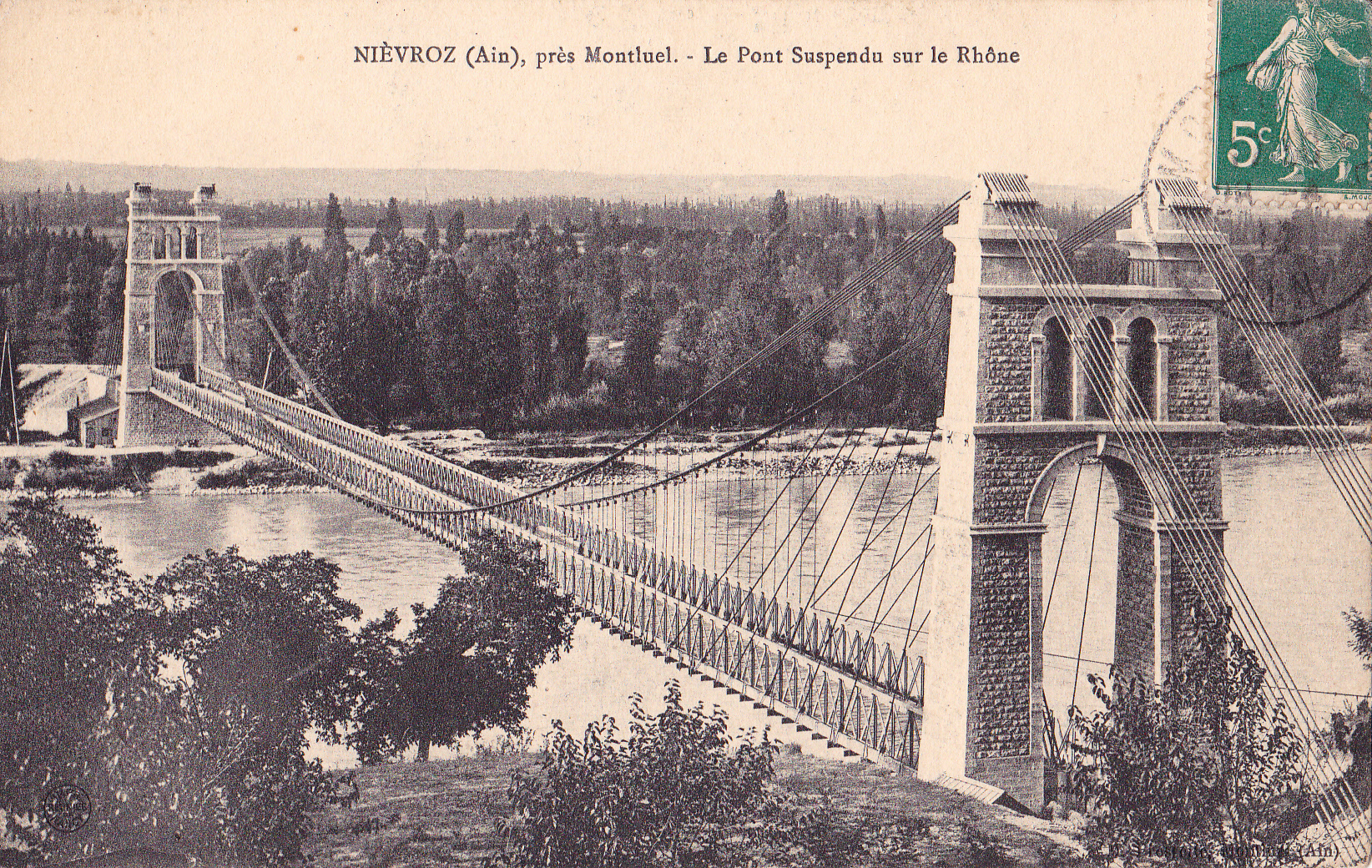
L'ancien pont suspendu de Jons, inauguré en 1904 et détruit en 1940.

Le XIXe siècle voit, entre 1883 et 1885, la construction de l'église de l'Assomption de Niévroz sur les bases d'un édifice précédent (dont certains éléments furent conservés) qui fut endommagé en 1856, par un incendie. En 1903-1904, le petit pont existant qui permettait de franchir le Rhône est remplacé par un pont suspendu inauguré le 20 octobre 1904. Ce pont suspendu fut dynamité au cours de la Bataille de France en 1940. Celui-ci fut remplacé par les Allemands, par un pont provisoire jusqu'en 1944, année de sa destruction. De 1944 à 1977, aucun pont ne traversait le Rhône à cet emplacement, les habitants utilisant d'autres moyens pour traverser le fleuve (en particulier, utilisation du barrage de Jons). Enfin, le pont actuel, dit « pont de Jons » a été inauguré en mai 1977.
En 2011, une fillette de cinq ans, habitant Niévroz, est enlevée quelques heures et agressée sexuellement par un individu alors sous suivi socio-judiciaire, cadre dont il ne respectait pas certaines règles (absences aux rendez-vous obligatoires). Ce fait-divers a contribué à relancer le débat public sur la récidive, en particulier sur la mise en place du  contrôle judiciaire.

## Politique et administration

### Tendances politiques et résultats
Le vote à Niévroz favorise le plus souvent la droite. Cette tendance semble confirmée par la plupart des consultations électorales récentes, locales et nationales.
À l'élection présidentielle française de 2012, le premier tour voit Nicolas Sarkozy (UMP) arriver en tête avec 30,82 % des suffrages exprimés, suivi de Marine Le Pen (FN) créditée de 26,19 % ; la participation a été de 86,33 %. Au second tour, Nicolas Sarkozy obtient 59,16 % des suffrages exprimés contre 40,84 % à François Hollande (participation : 85,05 %). Au second tour en 2007, Nicolas Sarkozy (UMP) obtient 62,23 % contre 37,77 % pour Ségolène Royal (PS). La participation est alors de 86,23 %. Cette dernière est nettement supérieure à celle du second tour de l'élection présidentielle de 2002 qui était de 79,71 % : les électeurs avaient alors voté à 82,21 % pour Jacques Chirac (RPR) et à 17,79 % pour Jean-Marie Le Pen (FN).
Aux élections cantonales de 2011, le second tour voit Danielle Bouchard (DVD) obtenir 50,94 % contre 49,06 % pour Jacky Bernard (PS) ce qui représentait une différence de huit voix, entre les deux scores. La participation était de 42,83. Danielle Bouchard a été élue dans le canton de Montluel succédant ainsi à Jacky Bernard (par ailleurs maire de Montluel). À noter que Patrick Battista (maire de Niévroz) fut un moment pressenti pour être le candidat de droite, face à Jacky Bernard.
Lors du scrutin municipal de 2008, Patrick Battista (maire sortant, fut réélu maire par la suite, par le conseil municipal) est arrivé en tête avec 504 voix, lors du premier tour qui vit un taux de participation de 76 %.
En avril 2012, Patrick Battista parraine Marine Le Pen, candidate aux élections présidentielles de 2012. Ce parrainage fut rendu public lors du tirage au sort effectué à chaque élection par le Conseil Constitutionnel.

### Liste des maires
Plusieurs maires se sont succédé depuis 1945 :
| Période                                  | Période   | Identité         | Étiquette | Qualité      |
| ---------------------------------------- | --------- | ---------------- | --------- | ------------ |
| 1925                                     | 1945      | Henri Jomain     |           |              |
| Les données manquantes sont à compléter. |           |                  |           |              |
| 1952                                     | 1961      | Benoît Bressat   |           |              |
| Les données manquantes sont à compléter. |           |                  |           |              |
| juin 1995                                | mars 2001 | Alain Pouquet    |           |              |
| mars 2001                                | En cours  | Patrick Battista | UMP-LR,   | Contremaître |

### Politique environnementale
Niévroz mène une politique environnementale selon deux axes ; d'une part, relative à la commune elle-même et d'autre part au sein d'instances comme la communauté de communes du canton de Montluel ou encore au sein du Syndicat mixte pour l'aménagement et la gestion du Grand Parc de Miribel-Jonage.
Au niveau municipal et dans le cadre de la prévention des risques majeurs, la commune a diffusé à la population le dossier d'information communal sur les risques majeurs (DICRIM) indiquant la conduite à tenir et les sources d'informations (par exemple l'écoute de la fréquence FM 97.6). Ce dossier informe en particulier sur les risques d'inondations liés à la proximité du Rhône et du Cottey, qui se sont déjà formalisés à Niévroz, en mai 1983 et en février 1990. Ce dossier s'inscrit dans le cadre du plan communal de sauvegarde (PCS) ; la pertinence de celui-ci a permis à la commune d'obtenir le label Pavillon Orange (décerné par le haut comité français pour la défense civile), en janvier 2012.
Au sein de la communauté de communes, Niévroz participe à la lutte contre les crues de la Sereine et contre le risque d'inondations dû au ruissellement sur le coteau de la Côtière, même si le territoire communal n'est pas directement concerné. De plus, l'un des postes de la station d'épuration administrée par la communauté de communes est située à Niévroz (au lieu-dit la Croix de mission, à l'entrée de Niévroz, sur la route de Thil).
Au sein du SYMALIM, la commune participe à la protection de l'environnement dans le Grand Parc de Miribel-Jonage, alors même que l'Île de Miribel-Jonage constitue une zone Natura 2000. De plus, Niévroz est potentiellement concernée par des projets d'aménagement liés à l'Anneau Bleu.

### Jumelages
| \| Ostfildern Montluel \| Situation d'Ostfildern et de Montluel. |
| Ostfildern Montluel                                              |

Niévroz est jumelée avec Ostfildern (Allemagne) dans le cadre de  l'association de jumelage entre cette ville allemande d'une part, Montluel et sa communauté de communes d'autre part. Ce jumelage existe depuis 1978.

## Population et société

### Démographie
L'évolution du nombre d'habitants est connue à travers les recensements de la population effectués dans la commune depuis 1793. Pour les communes de moins de 10 000 habitants, une enquête de recensement portant sur toute la population est réalisée tous les cinq ans, les populations de référence des années intermédiaires étant quant à elles estimées par interpolation ou extrapolation. Pour la commune, le premier recensement exhaustif entrant dans le cadre du nouveau dispositif a été réalisé en 2007.
En 2022, la commune comptait 1 648 habitants, en évolution de +4,5 % par rapport à 2016 (Ain : +5,15 %, France hors Mayotte : +2,11 %).
| 1793 | 1800 | 1806 | 1821 | 1831 | 1836 | 1841 | 1846 | 1851 |
| ---- | ---- | ---- | ---- | ---- | ---- | ---- | ---- | ---- |
| 332  | 354  | 343  | 461  | 461  | 464  | 490  | 513  | 513  |

| 1856 | 1861 | 1866 | 1872 | 1876 | 1881 | 1886 | 1891 | 1896 |
| ---- | ---- | ---- | ---- | ---- | ---- | ---- | ---- | ---- |
| 513  | 480  | 466  | 434  | 412  | 387  | 428  | 403  | 384  |

| 1901 | 1906 | 1911 | 1921 | 1926 | 1931 | 1936 | 1946 | 1954 |
| ---- | ---- | ---- | ---- | ---- | ---- | ---- | ---- | ---- |
| 403  | 370  | 348  | 333  | 324  | 342  | 414  | 358  | 396  |

| 1962 | 1968 | 1975 | 1982 | 1990  | 1999  | 2006  | 2007  | 2012  |
| ---- | ---- | ---- | ---- | ----- | ----- | ----- | ----- | ----- |
| 364  | 502  | 627  | 782  | 1 061 | 1 360 | 1 485 | 1 499 | 1 502 |

| 2017  | 2022  | - | - | - | - | - | - | - |
| ----- | ----- | - | - | - | - | - | - | - |
| 1 619 | 1 648 | - | - | - | - | - | - | - |

### Enseignement

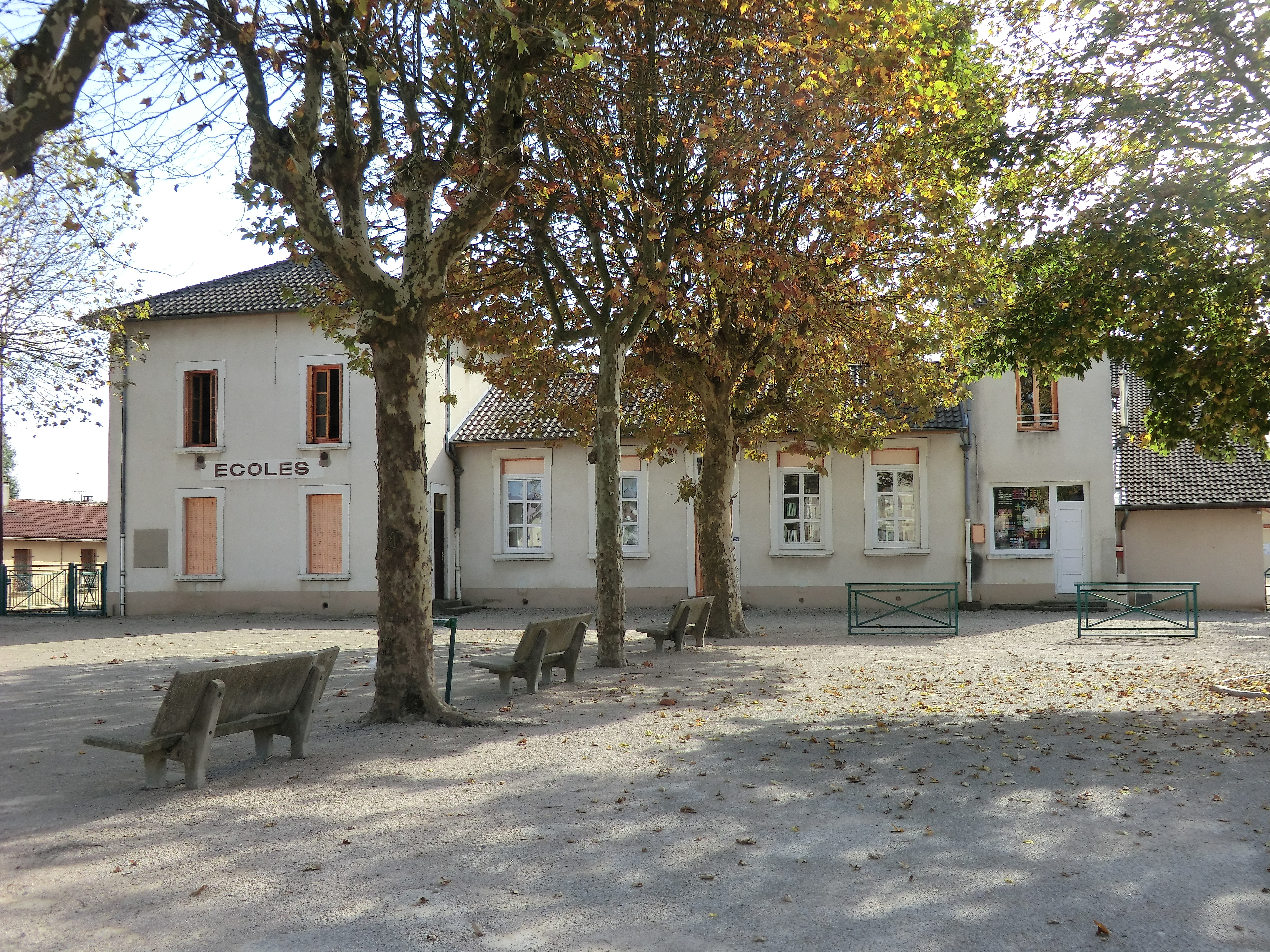
L'école de Niévroz.

Niévroz est située dans l'académie de Lyon.
La commune administre le groupe scolaire Victor-Duruy qui inclut une école maternelle et une école élémentaire.
Deux collèges sont situés à proximité de Niévroz : le collège Louis-Armstrong à Beynost et le collège Émile-Cizain à Montluel.
Le lycée le plus proche, le lycée de La Côtière, est situé à La Boisse.

### Manifestations culturelles et festivités
Le festival de conte Contes en Côtière organisé par la communauté de communes, inclut à chaque édition, certaines sessions se déroulant à Niévroz. Depuis 2011, les communes de Jons et de Niévroz organisent conjointement le Festival de l'eau autour du thème de  la présence du Rhône.

### Santé
En 2008, aucun médecin généraliste n'est installé dans la commune mais sept médecins généralistes sont installés dans le bassin de Montluel. Parmi eux, le premier départ à la retraite était envisagé en 2011. Toujours en 2008, l'établissement de soins le plus proche était à 14 km (la clinique « Lyon Nord » à Rillieux-la-Pape). Le dentiste, l'infirmier, le kinésithérapeute et la pharmacie les plus proches, sont eux, à une distance de 3 km à 5 km, la plupart étant localisés à Montluel.
Le service de santé est localisé au 34 Rue Benoit Bressat.

### Sports
En 1992, le club de football de Niévroz fusionne avec l'Union Sportive Buissarde (La Boisse) pour former le Football Club Luenaz (en référence à l'ancien cours d'eau coulant à Niévroz). En 1996, le FC Luenaz intègre un autre club de la région, l’Association sportive de Thil.
La commune compte également plusieurs autres clubs sportifs comme le club d'airsoft ou encore l'Amicale nautique des sauveteurs de Niévroz (ANSN).

### Médias
La municipalité édite un mensuel d'information locale, « Infos Niévroz ». De plus, le journal Le Progrès propose une édition quotidienne dédiée à la Dombes et à la Côtière.
Enfin, deux hebdomadaires proposent des informations sur Niévroz : Voix de l'Ain qui propose des informations locales pour les différentes régions du département de l'Ain et le Journal de la Côtière qui traite spécifiquement des évènements survenant dans les cantons de Miribel, Montluel et Meximieux.
Une station radio locale émet depuis Montluel, la Fréquence Côtière. Depuis les années 2000, son nom a évolué pour devenir la station FC radio, l'essentiel.

### Cultes

#### Culte catholique

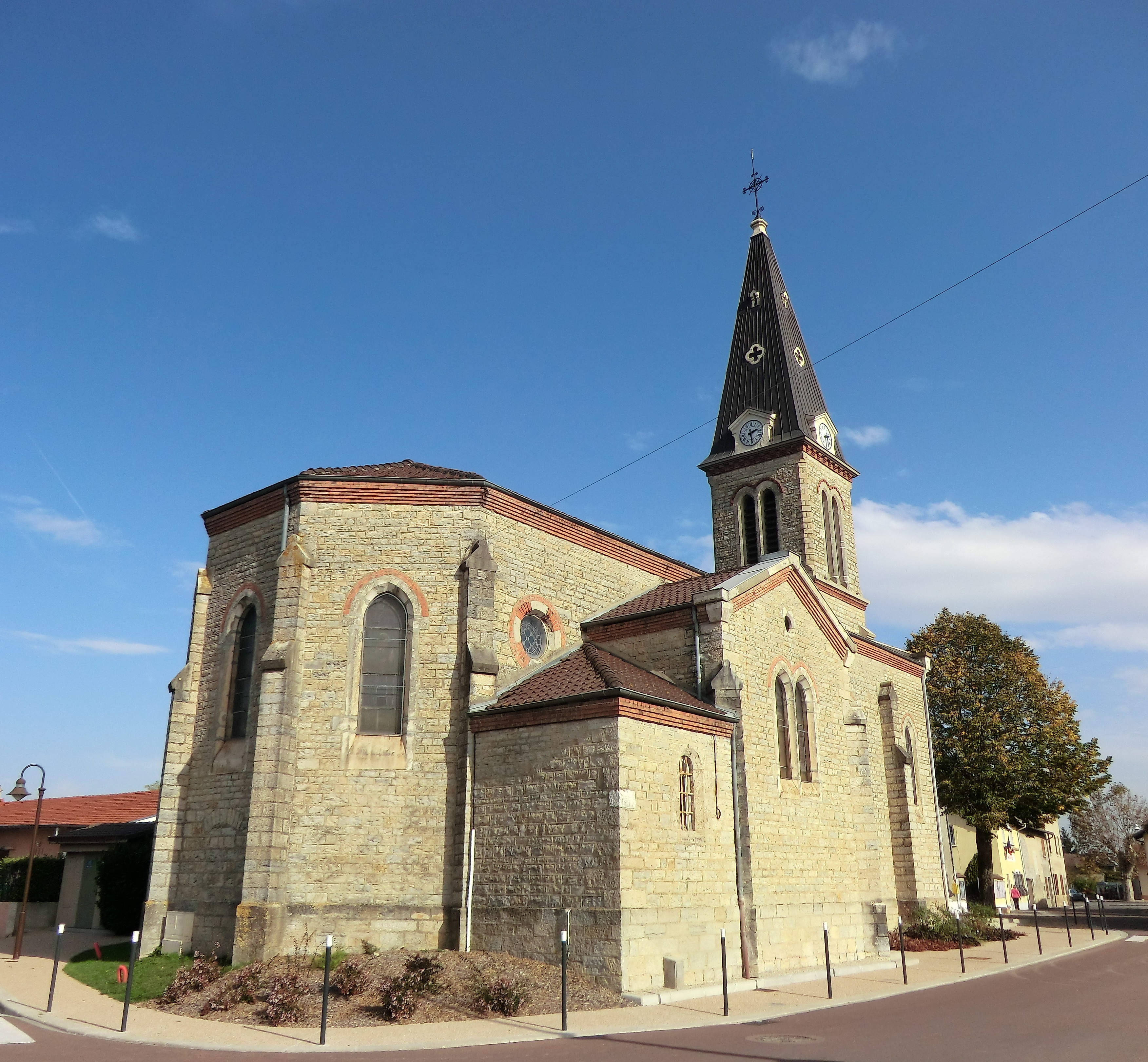
Vue de l'église (angle sud-ouest).

Au sein du diocèse de Belley-Ars dans l'archidiocèse de Lyon, la commune dépend du groupement paroissial de Montluel qui dispose d'un lieu de culte à Niévroz : l'église de l'Assomption.

## Économie

### Revenus de la population et fiscalité
En 2009, 65,2 % des foyers fiscaux de la commune étaient imposables.
En 2010, le revenu fiscal médian par ménage était de 42 034 €, statistique établie sur la base des revenus des 491 ménages de la commune.

### Emploi
En 2009, la population de Niévroz se répartissait ainsi : 75,7 % d'actifs et  24,3 % d'inactifs dont 6 % de retraités et 11,3 % d'élèves, d'étudiants et de stagiaires non rémunérés ; le taux de chômage était de  5,2 % comme en 1999.
Une agence Pôle emploi pour la recherche d'emploi est localisée à Meximieux ; il y a une antenne de cette agence à Miribel.

### Entreprises et commerces
Au 31 décembre 2010, Niévroz comptait 95 établissements : sept dans l'agriculture, quinze dans l'industrie, 20 dans la construction, 46 dans le commerce-transports-services divers et neuf étaient relatifs au secteur administratif.
En 2011, seize entreprises ont été créées à Niévroz dont onze sous le régime auto-entrepreneur.

## Culture et patrimoine

### Espaces verts et fleurissement
La commune obtient une fleur au concours des villes et villages fleuris en 2015.

### Monuments et lieux remarquables

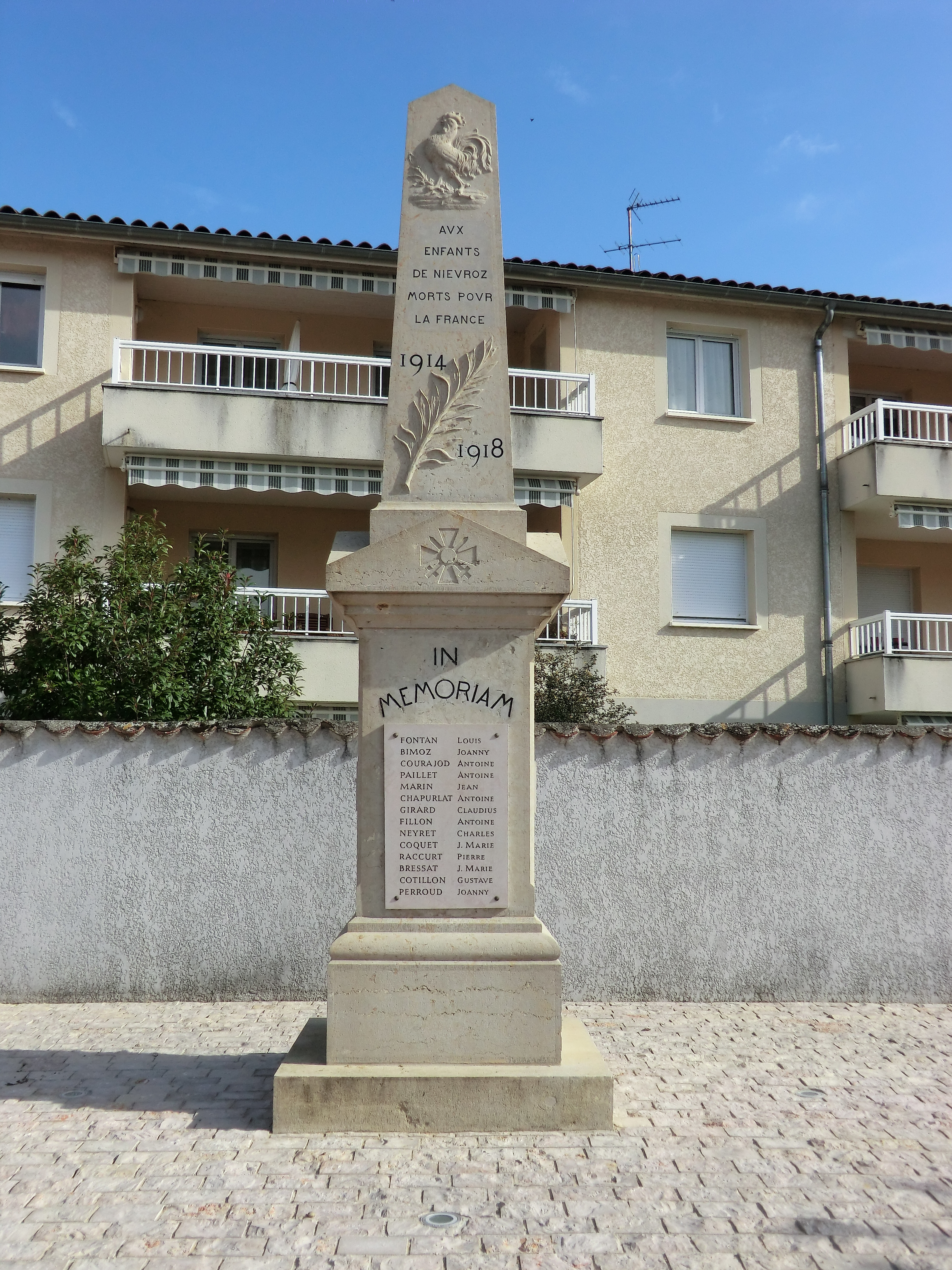
Monument aux morts de Niévroz.

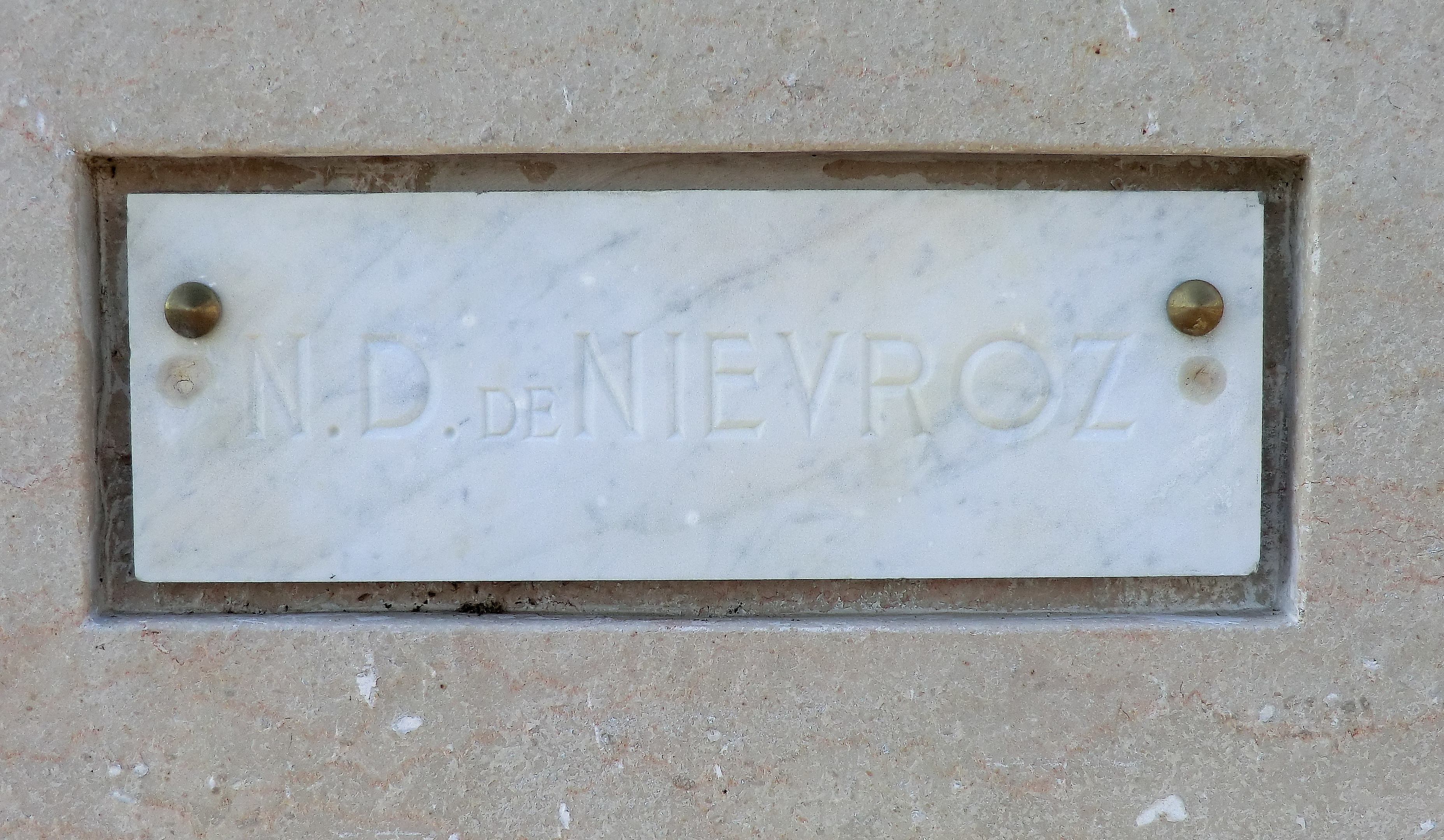
Plaque Notre-Dame-de-Niévroz, fixée sur la statue de la « Madone ».

Outre l'église de l'Assomption de Niévroz, Niévroz compte quelques autres monuments remarquables ; on dénombre ainsi plusieurs croix à Niévroz : la Croix de Mission (datant de 1833), la Croix du Moulin Cassal (remplacée en 1992 par une petite croix de bois), le Croix dite de La Cras et enfin la Croix de la Place (supprimée dans les années 1970). À proximité de l'église, se trouve la statue de la « Madone » (Notre-Dame-de-Niévroz) édifiée en 1946-1947. Elle correspondait à une promesse de l'abbé Gevry. En effet, il avait promis sa construction si tous les prisonniers de la Seconde Guerre mondiale rentraient sains et saufs à Niévroz. Enfin, on peut citer le monument aux morts (construit en 1921) situé sur la place proche de l'église.
Plusieurs monuments relatifs au Rhône sont également situés à Niévroz : outre, le pont de Jons, deux viaducs (le viaduc autoroutier et le viaduc LGV) passent à Niévroz et permettent de franchir les canaux de Miribel et de Jonage. Enfin, le barrage de Jons, situé à Niévroz et construit entre 1934 et 1937 permet de réguler le cours du Rhône et ainsi augmenter la puissance de la centrale hydroélectrique de Cusset.

### Patrimoine naturel

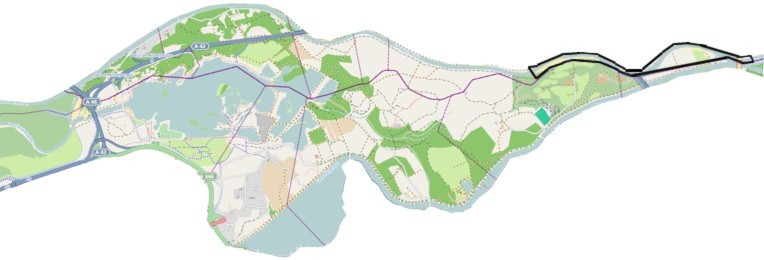
Le petit territoire de Niévroz du Grand Parc de Miribel-Jonage (entouré en noir).

Outre les différents lacs (notamment le lac de Pyes) présents sur son territoire, Niévorz accueille les passages du Rhône, du canal de Miribel et du Cottey. De plus, une petite partie du Grand Parc de Miribel-Jonage se trouve sur le territoire de Niévroz. Enfin, les milieux alluviaux et aquatiques du fleuve Rhône, de Jons à Anthon constituent un site Natura 2000.

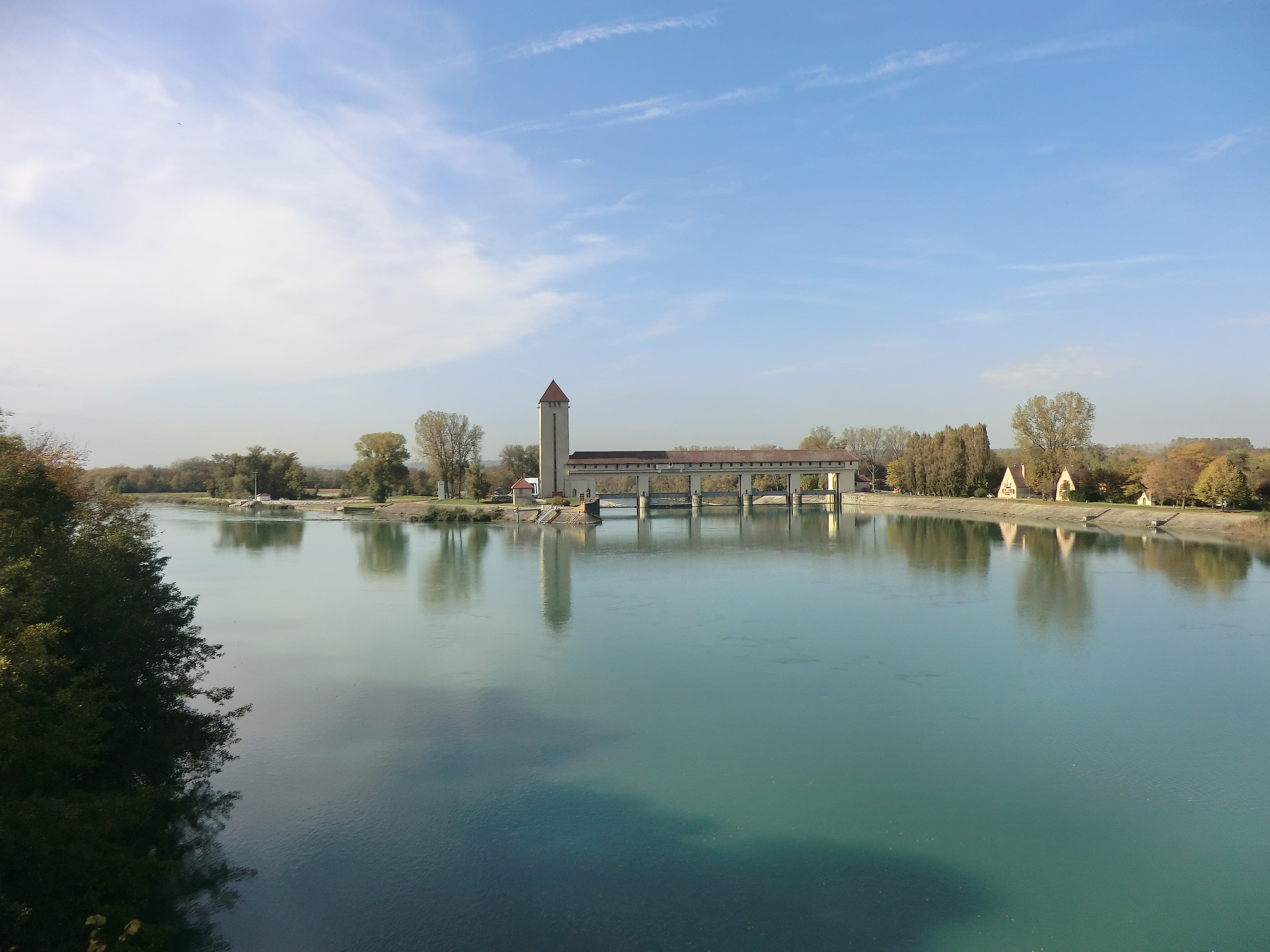
La division du Rhône en canal de Jonage (à gauche) et canal de Miribel (à droite) sur lequel se trouve le barrage de Jons. Photographie prise depuis Jons ; le territoire de Niévroz est rive droite.

### Personnalités liées à la commune
Cyrille et Martine François, couple de danseurs de Niévroz, participent régulièrement à des compétitions internationales amateurs de danse de salon,.

### Héraldique
| Armes de Niévroz | La commune de Niévroz porte : D'azur semé de croisettes recroisetées au pied fiché d'or au griffon assis de gueules brochant sur le tout. |

## Pour approfondir